# Dyscia karshazti
Dyscia karshazti är en fjärilsart som beskrevs av Edward P. Wiltshire. Dyscia karshazti ingår i släktet Dyscia och familjen mätare. Inga underarter finns listade i Catalogue of Life.